# Kleinbucha
Kleinbucha ist ein Ortsteil von Eichenberg im Saale-Holzland-Kreis in Thüringen.

## Geografie
Kleinbucha liegt abseits des Landes in einem Hochtal, angesiedelt nördlich der Anhöhen vom Hexengrund in stark kupierten Gelände. Bis zur Bundesstraße 88 als nächste Hauptverbindung sind es 6,5 Kilometer. Die abgelegene Ansiedlung diente der Abwehr von Übergriffen sowie zur Kultivierung und Nutzung der gerodeten höheren Flächen. 
Die natürliche Lage weist auch viele Besonderheiten auf. So wurde im Jahr 2005 durch eine Verordnung die Heilinger Mehlbeere auf dem Lederberge zum Naturdenkmal erklärt.

## Geschichte und Sehenswürdigkeiten

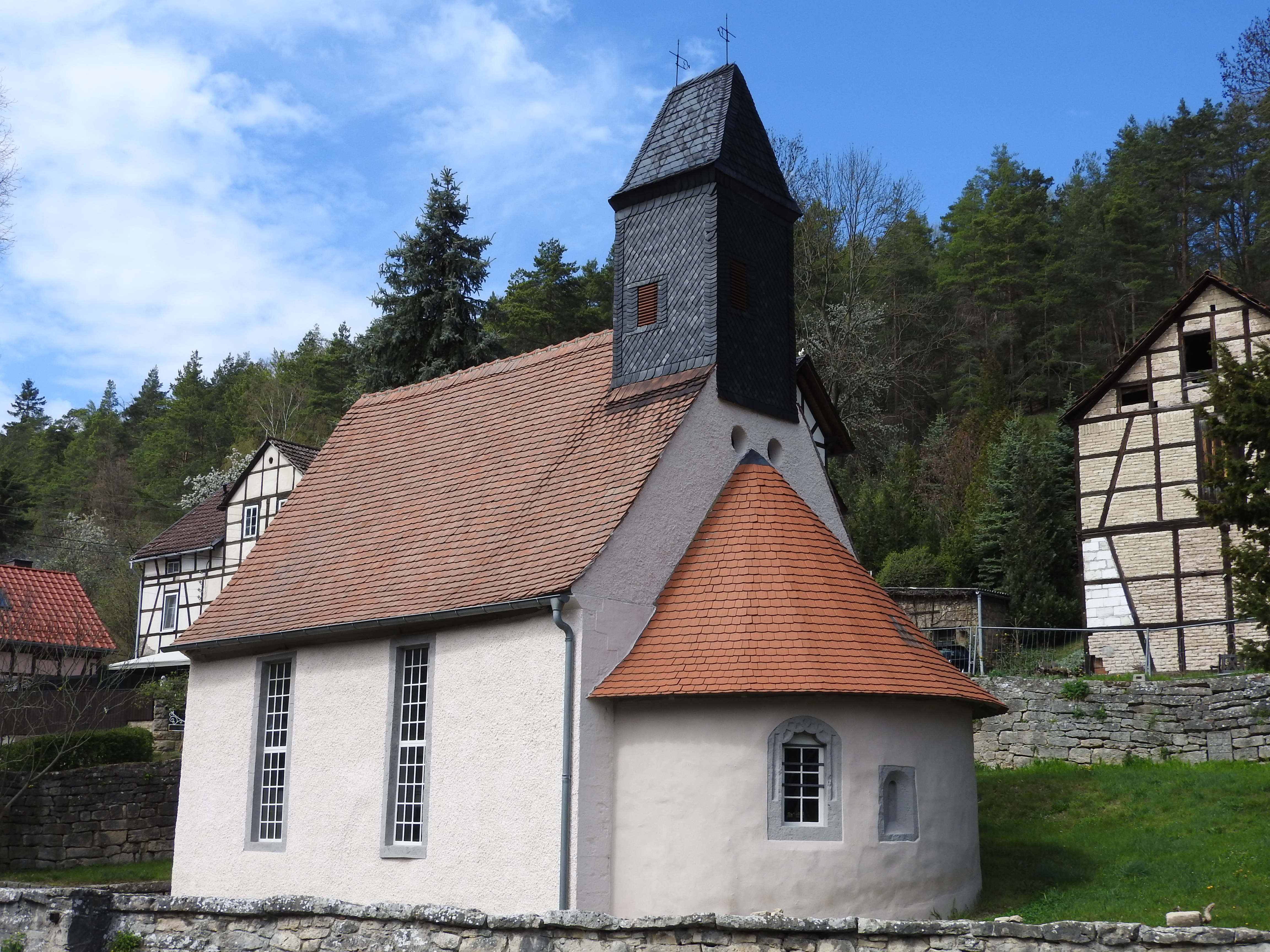
Kirche Kleinbucha (2020)

Am 7. September 1358 wurde der Ort urkundlich erstmals erwähnt. Heute gehört das Dorf zur Verwaltungsgemeinschaft Südliches Saaletal. 
Im Dorf befindet sich ein Laufbrunnen. Die Kirche besitzt eine seltene Kleinorgel.
An der Dorfstraße steht ein Kriegerdenkmal für die Gefallenen des Ersten Weltkrieges.
Die Burgruine Schauenforst liegt 4 km entfernt. Nördlich hinter dem Berg liegt das ehemalige Vorwerk Martinsroda.